# كسور العمود الفقري
كسر العمود الفقري، ويُعرف أيضًا باسم الكسر الفقاري أو كسر الظهر، وهو إصابة تصيب فقرات العمود الفقري. وغالبًا ما تكون هذه الكسور مصحوبة بخطر مرتفع لإصابة الحبل الشوكي.
في كثير من الحالات، يشكّل الكسر خطرًا إضافيًا بعد التعرض للصدمة الأولية، خصوصًا إذا كان غير مستقر؛ أي عندما يُحتمل أن تتحرك الفقرة المكسورة من موضعها ما لم يتم تثبيتها داخليًا أو خارجيًا، مما قد يؤدي إلى تلف أو تفاقم إصابة الحبل الشوكي.

## الأنواع
1. الكسور العنقية:

• كسر الفقرة C1 (كسر جيفرسون): يحدث نتيجة ضغط محوري قوي يؤدي إلى تفتت الفقرة الأولى من العمود الفقري العنقي.
• كسر الفقرة C2 (كسر هانغمان): ينتج غالبًا عن فرط التمدد العنيف، ويؤثر في الفقرة الثانية من الرقبة.
• كسر الدمعة الانثنائي: كسر في الحافة الأمامية السفلية لإحدى الفقرات العنقية، يحدث غالبًا نتيجة انثناء مفاجئ وقوي.
• كسر جراف الطين: كسر في الناتئ الشوكي، وقد يصيب الفقرات العنقية السفلية أو الصدرية العلوية.
• الكسر الانفجاري: يحدث نتيجة قوة محورية عالية، تؤدي إلى تفتت الفقرة بشكل كامل.
• الكسر الانضغاطي: انهيار في الفقرة، غالبًا يأخذ شكلًا إسفينيًا نتيجة ضغط أكبر على الجزء الأمامي منها.
• كسر الصدفة: إصابة ضغطية في الجزء الأمامي من جسم الفقرة، مع إصابة مصاحبة في العناصر الخلفية نتيجة تشتيت القوة.
كسر هولدسوورث: كسر غير مستقر في منطقة التقاطع بين العمودين الصدري والقطني، ويصحبه غالبًا خلع فقاري.
2. التشتيت:
يُقصد به التباعد القسري بين الفقرات، وغالبًا ما يؤدي إلى تمزق في الهياكل العظمية أو الأربطة الداعمة. تُعد هذه الإصابات غير مستقرة بطبيعتها، وقد يؤدي تشتيت الجزء الخلفي من الفقرة إلى كسر انضغاطي في جزئها الأمامي.

## الكسور العنقية
يمكن في كثير من الحالات الاعتماد على التاريخ الطبي والفحص السريري لتشخيص إصابات العمود الفقري العنقي دون الحاجة إلى تصوير شعاعي فوري. وتُعد "القاعدة الكندية للعمود الفقري العنقي" و"معايير NEXUS (الدراسة الوطنية لاستخدام الأشعة السينية في حالات الطوارئ)" من أبرز الأدوات السريرية التي تساعد على تحديد المرضى الذين يحتاجون إلى فحوصات تصويرية.
كما طورت مؤسسة AO نظامًا وصفيًا لتصنيف كسور العمود الفقري العنقي تحت المحوري، يُعرف بـ"تصنيف AOSpine".
أما مؤشرات التثبيت الجراحي لكسور العنق، فيمكن تقييمها باستخدام نظام تصنيف الإصابات تحت المحورية المعروف بـ(SLIC).

## الكسور الصدرية القطنية
عادةً ما تنتج كسور العمود الفقري في الفقرات الصدرية أو القطنية أو العجزية عن رضوض شديدة، وقد تؤدي إلى إصابة في النخاع الشوكي تسبب عجزًا عصبيًا.

### تصنيف الإصابات الصدرية القطنية ودرجة خطورتها
تصنيف الإصابة الصدرية القطنية ودرجة خطورتها (TLICS) هو نظام تسجيل لتحديد الحاجة إلى العلاج الجراحي لكسر العمود الفقري في الفقرات الصدرية أو القطنية. النتيجة هي مجموع ثلاث قيم، كل منها هي درجة البديل الأكثر ملاءمة في ثلاث فئات:

#### نوع الإصابة
كسر انضغاطي - 1 نقطة
كسر انفجاري - 2 نقطة

#### الإصابة الدورانية الانتقالية - 3 نقاط
إصابة التشتيت - 4 نقاط
الرباط الخلفي
سليم - 0 نقطة

#### إصابة مشتبه بها أو غير محددة - نقطتان
إصابة واضحة - 3 نقاط

#### الأعصاب
سليمة - 0 نقطة

#### إصابة جذر العصب الفقري – نقطتان
إصابة غير كاملة في الحبل /المخروط النخاعي - 3 نقاط
إصابة كاملة في الحبل /المخروط النخاعي (كاملة) - نقطتان

#### متلازمة ذيل الفرس - 3 نقاط
تشير درجة TLICS الأقل من 4 إلى علاج غير جراحي، وتشير الدرجة 4 إلى أنه يمكن علاج الإصابة جراحيًا أو غير جراحي، في حين أن النتيجة أكثر من 4 تعني أن الإصابة عادة ما تعد استطبابًا للتداخل الجراحي.

### نظام تصنيف الإصابات الصدرية القطنية AOSpine
نظام تصنيف الإصابات الصدرية القطنية AOSpine ATLICS هو أحدث نظام تصنيف للإصابات الصدرية القطنية. يعتمد ATLICS على نطاق واسع على نظام TLICS ويتمتع بموثوقية كافية بغض النظر عن خبرة المراقب. يركز ATLICS في المقام الأول على شكل الكسور، ويحتوي على قسمين إضافيين يتناولان التصنيف العصبي والمعدلات السريرية:

#### مورفولوجيا الكسر
النوع أ: إصابات انضغاطية (الأنواع الفرعية A0-A4)
النوع ب: إصابات التشتيت (الأنواع الفرعية B1-B3)
النوع ج: إصابات تغير الموقع

#### الحالة العصبية
N0: سليم من الناحية العصبية
N1: العجز العابر
N2: اعتلال الجذور
N3: إصابة غير كاملة في الحبل الشوكي أو إصابة ذيل الفرس
N4: إصابة كاملة في الحبل الشوكي
NX: حالة عصبية غير معروفة

#### الصفات التعريفية
M1: حالة إصابة شريط التوتر غير معروفة
M2: الأمراض المصاحبة

## كسر العمود الفقري الانضغاطي الناتج عن هشاشة العظام
هشاشة العظام هي حالة تسبب ضعف العظام بسبب فقدان مادة العظام. النساء أكثر عرضة للإصابة بهشاشة العظام بحوالي أربع مرات مقارنة بالرجال. قد تحدث هشاشة العظام بعد انقطاع الطمث أو نتيجة لسوء التغذية، فرط نشاط الغدة الدرقية، إدمان الكحول، أمراض الكلى. قد تحدث هشاشة العظام بعد العلاج بالأدوية المضادة للصرع، أو مثبطات مضخة البروتون، أو مضادات الاكتئاب، أو الكورتيكوستيرويدات، أو العلاج الكيميائي. قد تحدث كسور الجسم الفقري الانضغاطية الناتجة عن هشاشة العظام حتى بعد التعرض لصدمة بسيطة أو أثناء الالتواء أو الانحناء أو السعال.